# Internazionali di Francia 1953
Gli Internazionali di Francia 1953 (conosciuti oggi come Open di Francia o Roland Garros) sono stati la 52ª edizione degli Internazionali di Francia di tennis. Si sono svolti sui campi in terra rossa dello Stade Roland Garros di Parigi in Francia.
Il singolare maschile è stato vinto da Ken Rosewall, che si è imposto su Victor Elias Seixas in quattro set col punteggio di 6–3, 6–4, 1–6, 6–2. Il singolare femminile è stato vinto da Maureen Connolly, che ha battuto in due set Doris Hart. Nel doppio maschile si sono imposti Lew Hoad e Ken Rosewall. Nel doppio femminile hanno trionfato Doris Hart e Shirley Fry. Nel doppio misto la vittoria è andata a Doris Hart in coppia con Vic Seixas.

## Seniors

### Singolare maschile
Ken Rosewall ha battuto in finale  Victor Elias Seixas con il punteggio di 6–3, 6–4, 1–6, 6–2.

### Singolare femminile
Maureen Connolly ha battuto in finale  Doris Hart con il punteggio di 6–2, 6–4.

### Doppio maschile
Lew Hoad /  Ken Rosewall hanno battuto in finale  Mervyn Rose /  Clive Wilderspin con il punteggio di 6–2, 6–1, 6–1.

### Doppio Femminile
Doris Hart /  Shirley Fry hanno battuto in finale  Maureen Connolly /  Julia Sampson con il punteggio di 6–4, 6–3.

### Doppio Misto
Doris Hart /  Vic Seixas hanno battuto in finale  Maureen Connolly /  Mervyn Rose con il punteggio di 4–6, 6–4, 6–0.